# Wereldkampioenschap voetbal 2006 (achtste finale) Argentinië - Mexico
Deze pagina is een subpagina van het artikel wereldkampioenschap voetbal 2006. Hierin wordt de wedstrijd in de 1/8 finale tussen Argentinië en Mexico gespeeld op 24 juni nader uitgelicht.

## Wedstrijdgegevens
| Datum                | 24 juni 2006                      | 24 juni 2006                      |
| Stadion              | Zentralstadion, Leipzig           | Zentralstadion, Leipzig           |
| Toeschouwers         | 43.000                            | 43.000                            |
| Scheidsrechter       | Massimo Busacca                   | Massimo Busacca                   |
| Assistenten          | Francesco Buragina Matthias Arnet | Francesco Buragina Matthias Arnet |
| Vierde man           | Khalil Al Ghamdi                  | Khalil Al Ghamdi                  |
| Man van de wedstrijd | Maxi Rodríguez                    | Maxi Rodríguez                    |
|                      | Argentinië                        | Mexico                            |
| Doelpunten           | 2                                 | 1                                 |
| Gele kaarten         | 2                                 | 4                                 |
| Rode kaarten         | 0                                 | 0                                 |
| Wissels              | 3                                 | 3                                 |
| Schoten op doel      | 0                                 | 0                                 |
| Schoten naast doel   | 0                                 | 0                                 |
| Overtredingen        | 0                                 | 0                                 |
| Hoekschoppen         | 0                                 | 0                                 |
| Buitenspel           | 0                                 | 0                                 |
| Strafschoppen        | 0                                 | 0                                 |
| Balbezit (tijd)      | 0                                 | 0                                 |
| Balbezit (%)         | 0                                 | 0                                 |

| Argentinië | 2 – 1          | Mexico |
| Hernán Crespo 10' Maxi Rodríguez 90+8' | goals (assist) | 6' Rafael Márquez |
| José Pékerman | bondscoach     | Ricardo La Volpe |
| Roberto Abbondanzieri Roberto Ayala Juan Pablo Sorín Esteban Cambiasso 76' Gabriel Heinze Javier Saviola 84' Javier Mascherano Hernán Crespo 75' Juan Riquelme Lionel Scaloni Maxi Rodríguez | opstellingen   | Oswaldo Sánchez Carlos Salcido Rafael Márquez Ricardo Osorio 38' Pavel Pardo Jared Borgetti 74' Ramón Morales José Antonio Castro Mario Méndez José Fonseca 66' Andrés Guardado |
| Carlos Tévez 75' Pablo Aimar 76' Lionel Messi 84' | wissels        | 38' Gerardo Torrado 66' Gonzalo Pineda 74' Zinha |
| Gabriel Heinze 45+1' Juan Pablo Sorín 112' | gele kaarten   | 70' Rafael Márquez 82' José Antonio Castro 118' Gerardo Torrado 119' José Fonseca                                                                                               |
| | rode kaarten   | |

## Overzicht van wedstrijden
| Groepswedstrijden | | | |
| Groep A | Groep B | Groep C | Groep D |
| Duitsland - Costa Rica Polen - Ecuador Duitsland - Polen Ecuador - Costa Rica Ecuador - Duitsland Costa Rica - Polen             | Engeland - Paraguay Trinidad en Tobago - Zweden Engeland - Trinidad en Tobago Zweden - Paraguay Zweden - Engeland Paraguay - Trinidad en Tobago | Argentinië - Ivoorkust Servië en Montenegro - Nederland Argentinië - Servië en Montenegro Nederland - Ivoorkust Nederland - Argentinië Ivoorkust - Servië en Montenegro | Mexico - Iran Angola - Portugal Mexico - Angola Portugal - Iran Portugal - Mexico Iran - Angola                               |
| Groep E | Groep F | Groep G | Groep H |
| Italië - Ghana Verenigde Staten - Tsjechië Italië - Verenigde Staten Tsjechië - Ghana Tsjechië - Italië Ghana - Verenigde Staten | Australië - Japan Brazilië - Kroatië Brazilië - Australië Japan - Kroatië Japan - Brazilië Kroatië - Australië                                  | Frankrijk - Zwitserland Zuid-Korea - Togo Frankrijk - Zuid-Korea Togo - Zwitserland Togo - Frankrijk Zwitserland - Zuid-Korea                                           | Spanje - Oekraïne Tunesië - Saoedi-Arabië Spanje - Tunesië Saoedi-Arabië - Oekraïne Saoedi-Arabië - Spanje Oekraïne - Tunesië |
| Achtste finales | | | |
| Duitsland - Zweden Argentinië - Mexico                                                                                           | Italië - Australië Zwitserland - Oekraïne | Engeland - Ecuador Portugal - Nederland | Brazilië - Ghana Spanje - Frankrijk                                                                                           |
| Kwartfinales | | | |
| Duitsland - Argentinië | Italië - Oekraïne | Engeland - Portugal | Brazilië - Frankrijk |
| Halve finales | | | |
| Duitsland - Italië | Duitsland - Italië | Portugal - Frankrijk | Portugal - Frankrijk |
| Troostfinale | | | |
| Duitsland - Portugal | | | |
| Finale | | | |
| Italië - Frankrijk | | | |